# Алиметов, Халид Аразханович
Хали́д Аразха́нович Алиме́тов (21 августа 1947, с. Ашага-Стал, Сулейман-Стальский район, Дагестанская АССР) — советский российский врач, оториноларинголог, доктор медицинских наук (1995), профессор (1996).

## Биография
Родился 21 августа 1947 года в селе Ашага-Стал, Сулейман-Стальский район, Дагестанская АССР, РСФСР.
В 1971 году окончил Дагестанский государственный медицинский институт. Получив диплом, начал работать врачом-отоларингологом в Краснослободской центральной районной больнице в Мордовской АССР. С 1972 по 1974 год работал в Саранске в поликлинике № 7.
В 1976 году поступил в аспирантуру кафедры оториноларингологии Казанского государственного медицинского института. Учился заочно.
С 1976 по 1978 года заведовал отделением опухолей головы и шеи Казанского городского онкологического диспансера. В 1978 году перешёл на работу в Республиканскую клиническую больницу № 1 Министерства здравоохранения Татарской АССР.
В 1980 году Алиметов защитил кандидатскую диссертацию на тему «Диагностика злокачественных опухолей глотки (клинико-морфологическое исследование)». С 1981 года начал преподавать на кафедре ЛОР-болезней Казанского медицинского института. Работал также консультантом в Республиканской клинической и детской больницах, в межрайонном ЛОР-отделении города Альметьевск. Алиметов внедрил в ЛОР отделения РКБ микроларингоскопию и микрохирургию гортани.
Принял активное участие в создании в Татарской АССР центров фониатрии и восстановительной хирургии верхних дыхательных путей и уха. В 1992 году возглавил кафедру оториноларингологии в Казанском медицинском институте.
В 1995 году защитил докторскую диссертацию на тему «Неврологические и морфофункциональные аспекты дискинезий гортани». Алиметов создал новое направление в оториноларингологии — нейровертеброларигологию.
Написал 150 научных работ по лечению злокачественных опухолей глотки, способам определения эффективности лечения злокачественных новообразований лимфоаденоидного кольца глотки, диагностике дисфоний, хирургическому лечению рака и коррекции тонуса голосовых связок. Автор трёх авторских свидетельства и одного патента. В 1982 году удостоен почётного звания «Изобретатель СССР».
В соавторстве написал две монографии.
Удостоен звания «Заслуженный врач Республики Татарстан». Указом Президента Российской Федерации Халиду Аразхановичу Алиметову присвоено почётное звание «Заслуженный врач Российской Федерации».

## Награды и звания
- Заслуженный врач Российской Федерации
- Заслуженный врач Республики Татарстан
- Нагрудный знак «Изобретатель СССР»